# Lessenich (Mechernich)
Lessenich is een plaats in de Duitse gemeente Mechernich, deelstaat Noordrijn-Westfalen, en telt 453 inwoners (2006).